# NGC 7294
NGC 7294 is een lensvormig sterrenstelsel in het sterrenbeeld Zuidervis. Het hemelobject werd in 1886 ontdekt door de Amerikaanse astronoom Francis Preserved Leavenworth.

## Synoniemen
- IC 5225
- ESO 533-44
- MCG -4-53-9
- AM 2229-253
- PGC 69088